# Just Jack
Just Jack (n. 1 de enero de 1975) es el nombre artístico de Jack Allsop, un cantante británico de música techno, pop, dance, y acid jazz.

## Biografía
Nacido en Londres, Allsop nació acompañado del breakdance, electro hip hop y house. Su amor por la música dance lo dejó "DJear" a los 15 años y pronto se sumergió en la cultura DJ. Después de conseguir un título en la Universidad Kingston, Jack se enroló en un curso comunitario sobre cómo producir música, el cual elevó su potencial para crear "samples". Esto inspiró a Jack para concentrarse en perfeccionar su sonido.

## Debut
El disco debut de Jack, llamado The Outer Marker y lanzado en el 2002, fue una colección de canciones sobre la vida moderna, las parejas y las presiones de las situaciones sociales. Originalmente lanzado por la disquera independiente RGR Records, el álbum recibió fantásticas críticas. Aunque su debut fue en el 2002, él no consiguió fama hasta el 2007, siguiendo su debut en TV con Later with Jools Holland de BBC2 y en Channel 4 con The Friday Night Project, donde cantó su sencillo Starz In Their Eyes; éste alcanzó el puesto n.º 2 en UK Singles Chart, los otros tres sencillos no estuvieron entre los treinta. La canción Starz In Their Eyes también apareció en el desfile Dolce Gabbana Summer 2008. Kylie Minogue colaboró con él (en la canción I Talk Too Much) para el lanzamiento de su nuevo disco.

## Discografía

### Álbumes
| Año  | Álbum | Posición | Posición | Posición | Posición | Posición |
| Año  | Álbum | UK       | IRL      | FRA      | SUI      | HOL      |
| ---- | --- | -------- | -------- | -------- | -------- | -------- |
| 2002 | The Outer Marker - 1.er álbum de estudio - Lanzamiento: 30 de septiembre de 2002 - Género: Hip hop, trip hop - Disquera: RGR        | –        | –        | –        | –        | –        |
| 2007 | Overtones - 2.º álbum de estudio - Lanzamiento: 29 de enero de 2007 - Género: Hip hop, House - Disquera: Mercury Records            | 6        | 11       | 25       | 69       | 74       |
| 2009 | All Night Cinema - 3.er álbum de estudio - Lanzamiento: 31 de agosto de 2009 - Género: Pop, Electrónica - Disquera: Mercury Records | 22       | –        | 94       | –        | –        |

### Sencillos
| Año  | Título                    | Posición | Posición | Posición | Posición | Posición | Posición | Álbum            |
| Año  | Título                    | UK       | IRL      | TUR      | BEL      | IT       | SUI      | Álbum            |
| ---- | ------------------------- | -------- | -------- | -------- | -------- | -------- | -------- | ---------------- |
| 2003 | "Paradise (Lost & Found)" | —        | —        | —        | —        | —        | —        | The Outer Marker |
| 2003 | "Snowflakes"              | 164      | —        | —        | —        | —        |          | The Outer Marker |
| 2003 | "Triple Tone Eyes"        | —        | —        | —        | —        | —        | —        | The Outer Marker |
| 2007 | "Starz In Their Eyes"     | 2        | 2        | 9        | 29       | 33       | 26       | Overtones        |
| 2007 | "Glory Days"              | 32       | —        | —        | —        | —        | —        | Overtones        |
| 2007 | "Writer's Block"          | 74       | —        | —        | —        | —        | —        | Overtones        |
| 2007 | "No Time"                 | 76       | —        | —        | —        | —        | —        | Overtones        |
| 2009 | "Embers"                  | 17       | —        | —        | —        | —        | —        | All Night Cinema |
| 2009 | "The Day I Died"          | 11       | —        | —        | —        | —        | —        | All Night Cinema |